# آتما تپه
آتما تپه مربوط به دوره اشکانیان است و در شهرستان نمین، بخش مرکزی، روستای نوشنق واقع شده و این اثر در تاریخ ۱۷ اسفند ۱۳۸۱ با شمارهٔ ثبت ۷۸۲۲ به‌عنوان یکی از آثار ملی ایران به ثبت رسیده است.